# ミュージックスコップ
ミュージックスコップ（英称：MUSIC SCHOP）は、RKB毎日放送の制作で2017年10月30日から2018年10月1日まで放送されていた音楽に関連したトーク番組である。いきものがかりの水野良樹と河北麻友子が初MCを担当している。収録は東京の芝浦スタジオにて収録している。

## 番組概要
- 放送時間は開始から2018年2月26日までは月曜日23:56 - 翌0:55の59分枠で、同年4月以降は火曜日未明の0:58 - 1:28の30分枠に短縮された。
- 毎回1組のゲストをスタジオに招き、ゲストにまつわる人生体験話やさまざまな話題やトークを中心とし、後半には今最も力を入れている話題の曲を披露する回もある。
- 番組構成は「スコップトーク」「ファイバリットスコップ」「麻友子のスコップショット」「スコップタイム」などに分かれて展開していく。麻友子のスコップショットコーナーではツイッターやブログなどに載せたりするショットをゲストと一緒に撮るというコーナー。また「イチオシスコップ」のコーナーでは注目のアーティストを紹介する。
- なお、第1回と第2回の放送時間は、月曜22:00の『ペコジャニ∞!』が15分枠拡大した関係で、火曜日未明の0:11 - 1:10に放送された。

## 出演者

### 司会
- 水野良樹（いきものがかり）
- 河北麻友子

### ナレーター
- 浜崎美保

### ゲスト
- 第1回（2017年10月30日）：和田アキ子
- 第2回（2017年11月6日）：一青窈、本間昭光
- 第3回（2017年11月13日）：植田真梨恵、関取花
- 第4回（2017年11月20日）：横山だいすけ、蔦谷好位置
- 第5回（2017年11月27日）：大原櫻子
- 第6回（2017年12月4日）：織田哲郎（ROLL-B DINOSAUR）、ダイアモンド☆ユカイ
- 第7回（2017年12月11日）：東京スカパラダイスオーケストラ（谷中敦、茂木欣一）
- 第8回（2017年12月18日）：lol
- 第9回（2018年1月8日）：井上苑子
- 第10回（2018年1月15日）：Skoop On Somebody、WEAVER、（占いコーナーゲスト：イヴルルド遙華）
- 第11回（2018年1月22日）：Da-iCE
- 第12回（2018年1月29日）：Little Glee Monster（GIRLFRIEND）
- 第13回（2018年2月5日）：GLIM SPANKY
- 第14回（2018年2月12日）：SCANDAL
- 第15回（2018年2月19日）：家入レオ
- 第16回（2018年2月26日）：SILENT SIREN
- 第17回（2018年4月16日） ※福岡ぶらりロケ「観光・音楽スポットを紹介（前編）」
- 第18回（2018年4月23日） ※福岡ぶらりロケ「観光・音楽スポットを紹介（後編）」
- 第19回（2018年4月30日）：スキマスイッチ
- 第20回（2018年5月7日）：CHAI
- 第21回（2018年5月14日）：和楽器バンド
- 第22回（2018年5月21日）　※福岡ぶらりロケ未公開シーン特集
- 第23回（2018年5月28日）：A.B.C-Z（五関晃一、塚田僚一）
- 第24回（2018年6月4日）：私立恵比寿中学（真山りか、柏木ひなた、中山莉子）
- 第25回（2018年6月11日）：藤原さくら
- 第26回（2018年6月18日）：中島美嘉
- 第27回（2018年7月16日）：湘南乃風（SHOCK EYE）
- 第28回（2018年7月23日）：青山テルマ
- 第29回（2018年7月30日）：星屑スキャット
- 第30回（2018年8月6日）：KREVA
- 第31回（2018年8月13日）　※名場面集
- 第32回（2018年8月20日）：大森靖子
- 第33回（2018年8月27日）：LULUX(IMALU)
- 第34回（2018年9月10日）：アイナ・ジ・エンド（BiSH）
- 第35回（2018年9月17日）：和田彩花(アンジュルム)、上國料萌衣(アンジュルム)、生田衣梨奈(モーニング娘。'18)
- 第36回（2018年9月24日）：鈴木愛理
- 第37回（2018年10月1日）：森山直太朗

## スタッフ
- 構成：藤谷弥生、小林徹朗
- TD：佐々木信一
- SW：岡田和美
- カメラ：伴野匡、佐藤勝彦
- VE：作田和矢
- AUD：久馬邦一、高橋敦
- 照明：三浦方雄
- EED：坂本貴志、玉井雅利、小林淳之介
- MA：峯紀雄
- デザイン：水野美和子
- 音効：上野大、松山矩之
- 協力：共同テレビ
- AD：源田陽介、臼倉千裕
- ディレクター：串崎香奈、江上由菜、長屋瑠見
- プロデューサー：石川博章、土屋瞳、大村嘉範、後藤夏美
- 制作：吉田竜午、櫛山道太（rkb）
- 演出：高田雄太、金澤タダスケ
- 制作協力：FIREBUG、ラッキースマイル
- 製作著作：rkb

## ネット局
| 放送地域   | 放送局      | 放送日時                     | 遅れ日数 | 備考 |
| ---------- | ----------- | ---------------------------- | -------- | ---- |
| 福岡県     | RKB毎日放送 | 火曜 0:58 - 1:28（月曜深夜） | 制作局   |      |
| 関東広域圏 | TBSテレビ   | 不定期放送                   | 不明     |      |
| 広島県     | 中国放送    | 月曜 深夜24:58 -             | 同時放送 |      |